# Дунський Юлій Теодорович
Дунський Юлій Теодорович — радянський російський сценарист.
Народився 22 липня 1922 р. в Москві. Помер 23 березня 1982 р. там же. Закінчив сценарний факультет Всесоюзного державного інституту кінематографії (1944. Захист диплому відбувся 1957 р., бо був репресований).

## Фільмографія
Автор сценаріїв кінокартин:
- «Випадок на шахті вісім» (1957, у співавт.),
- «Сім няньок» (1962, у співавт.),
- «Служили два товариші» (1968, у співавт.),
- «Псевдонім: Лукач» (1976, у співавт.),
- «Талант» (1977, у співавт.)
- «Шерлок Холмс і доктор Ватсон» (1979, т/ф) та ін.,
- українського телефільму «Овід» (1980, За)
- «Кожен десятий» (1984) та ін.